# Dorfkirche Arnsdorf (Jessen)

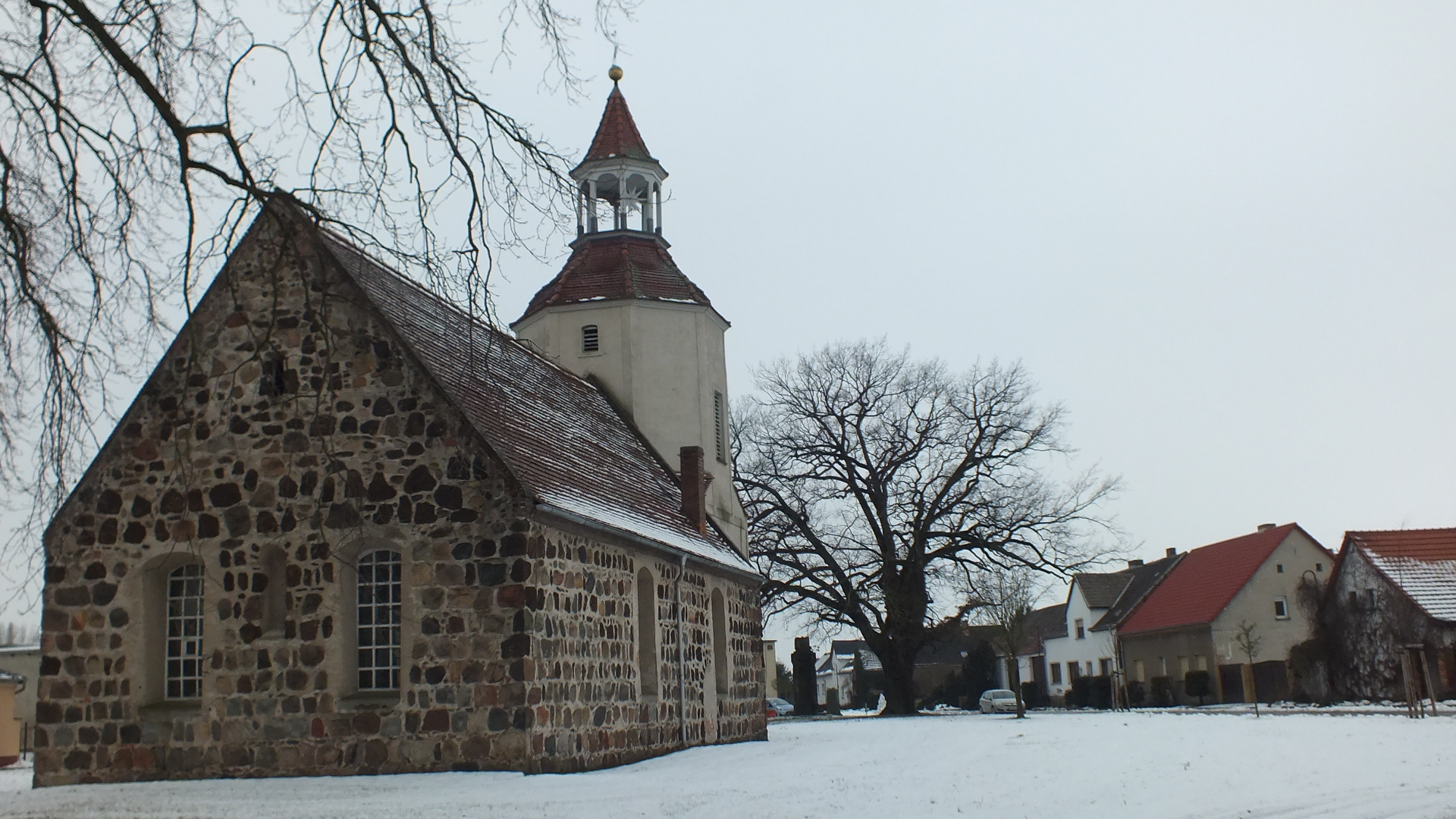
Arnsdorf Kirche

Die unter Denkmalschutz stehende evangelische Dorfkirche Arnsdorf  befindet sich in Arnsdorf, einem Ortsteil von Jessen (Elster) im Landkreis Wittenberg in Sachsen-Anhalt. Sie stammt im Ursprung aus der ersten Hälfte des 13. Jahrhunderts.

## Beschreibung
Die Kirche ist ein rechteckiger Saalbau aus Feldsteinquadern. Der Westturm der Kirche besteht aus verputztem Fachwerk. Auf einem quadratischen Grundriss befindet sich ein oktogonaler Aufsatz mit Schweifhaube und Laterne. An der Nordseite befindet sich eine zugemauerte rundbogige Pforte, an der Ostwand ein vermauertes Fenster aus der Zeit der Errichtung.

## Ausstattung
Der flach gedeckte Innenraum mit einer Barockfassung aus dem Jahr 1716 ist mit Marmorierungen und Rankenmalereien verziert. In der Laibung des vermauerten Ostfensters befinden sich Reste einer spätmittelalterlichen Fassung aus den Jahren um 1500. Der Kanzelaltar der Kirche wurde vermutlich um 1716 aus Teilen eines spätgotischen Schnitzretabels aus der Zeit um 1500 und einer Kanzel des frühen 17. Jahrhunderts zusammengesetzt. In der Predella ist zwischen Engelsflüchten die Beweinung Christi dargestellt. Auf dem rechten Flügel sieht man die heiligen Blasius, Antonius und Andreas, auf dem linken Flügel 14 Nothelfer. Der ehemalige Schrein mit der Darstellung von Maria Magdalena zwischen Petrus und Paulus befindet sich an der Südwand des Innenraumes. An seiner Stelle findet sich heute ein polygonaler Kanzelkorb. Die in klassizistischen Formen gehaltene Taufe der Kirche stammt aus der Mitte des 19. Jahrhunderts.